# Ladysmith (Wisconsin)
Pour les articles homonymes, voir Ladysmith.
La ville de Ladysmith est le siège du comté de Rusk, dans l’État du Wisconsin, aux États-Unis. Sa population s’élevait à 3 414 habitants lors du recensement de 2010, estimée à 3 154 habitants en 2017.

## Démographie
| Groupe            | Ladysmith | Wisconsin | États-Unis |
| ----------------- | --------- | --------- | ---------- |
| Blancs            | 96,3      | 86,2      | 72,4       |
| Métis             | 1,2       | 1,8       | 2,9        |
| Amérindiens       | 0,8       | 1,0       | 0,9        |
| Asiatiques        | 0,6       | 2,3       | 4,8        |
| Afro-Américains   | 0,6       | 6,3       | 12,6       |
| Autres            | 0,5       | 2,4       | 6,2        |
| Total             | 100       | 100       | 100        |
|                   |           |           |            |
| Latino-Américains | 1,6       | 5,9       | 16,7       |

Selon l’American Community Survey, pour la période 2011-2015, 95,73 % de la population âgée de plus de 5 ans déclare parler anglais à la maison, alors que 1,97 % déclare parler l'espagnol, 1,34 % une langue chinoise, 0,54 % le français et 0,41 % une autre langue.

## Source
- (en) Cet article est partiellement ou en totalité issu de l’article de Wikipédia en anglais intitulé « Ladysmith, Wisconsin » (voir la liste des auteurs).

1. ↑  « Population and Housing Unit Estimates » (consulté le 24 mars 2018)
2. ↑  « Census of Population and Housing », Census.gov (consulté le 4 juin 2015)
3. ↑  (en) « Ladysmith, PA Population - Census 2010 and 2000 », sur censusviewer.com (consulté le 27 avril 2016).
4. ↑  (en) « Population of Wisconsin - Census 2010 and 2000 », sur censusviewer.com (consulté le 27 avril 2016).
5. ↑  (en) « Language spoken at home by ability to speak English for the population 5 years and over », sur factfinder.census.gov.